# 中西郷 (三好郡)
中西郷（なかにしごう/なかにしのごう）は、阿波国三好郡に存在した郷である。

## 概要
三好郡西部の中ほどに位置しているため「中西」郷と呼ばれた。南北朝時代の頃に存在したと思われる。現在では、三好市の池田町中西、池田町漆川、池田町大利、池田町中津川、池田町松尾、池田町川崎、西祖谷山村になっている。

## 明治以降の合併
かつて中西郷に属していた地域は合併を重ねて現在は三好市に属している。
- 中西 → 三縄村中西 → 池田町中西 → 三好市池田町中西
- 漆川 → 三縄村漆川 → 池田町漆川 → 三好市池田町漆川
- 大利 → 三縄村大利 → 池田町大利 → 三好市池田町大利
- 中津川 → 三縄村中津川 → 池田町中津川 → 三好市池田町中津川
- 松尾 → 三縄村松尾 → 池田町松尾 → 三好市池田町松尾
- 川崎 → 三縄村川崎 → 池田町川崎 → 三好市池田町川崎
- 祖谷山 → 西祖谷山村 → 三好市西祖谷山村